# Église Saint-Martin de Marcinelle
Pour les articles homonymes, voir Saint-Martin.
L'église Saint-Martin de Marcinelle est un édifice religieux classé situé à Marcinelle, section de la ville belge de Charleroi, dans la province de Hainaut.

## Histoire

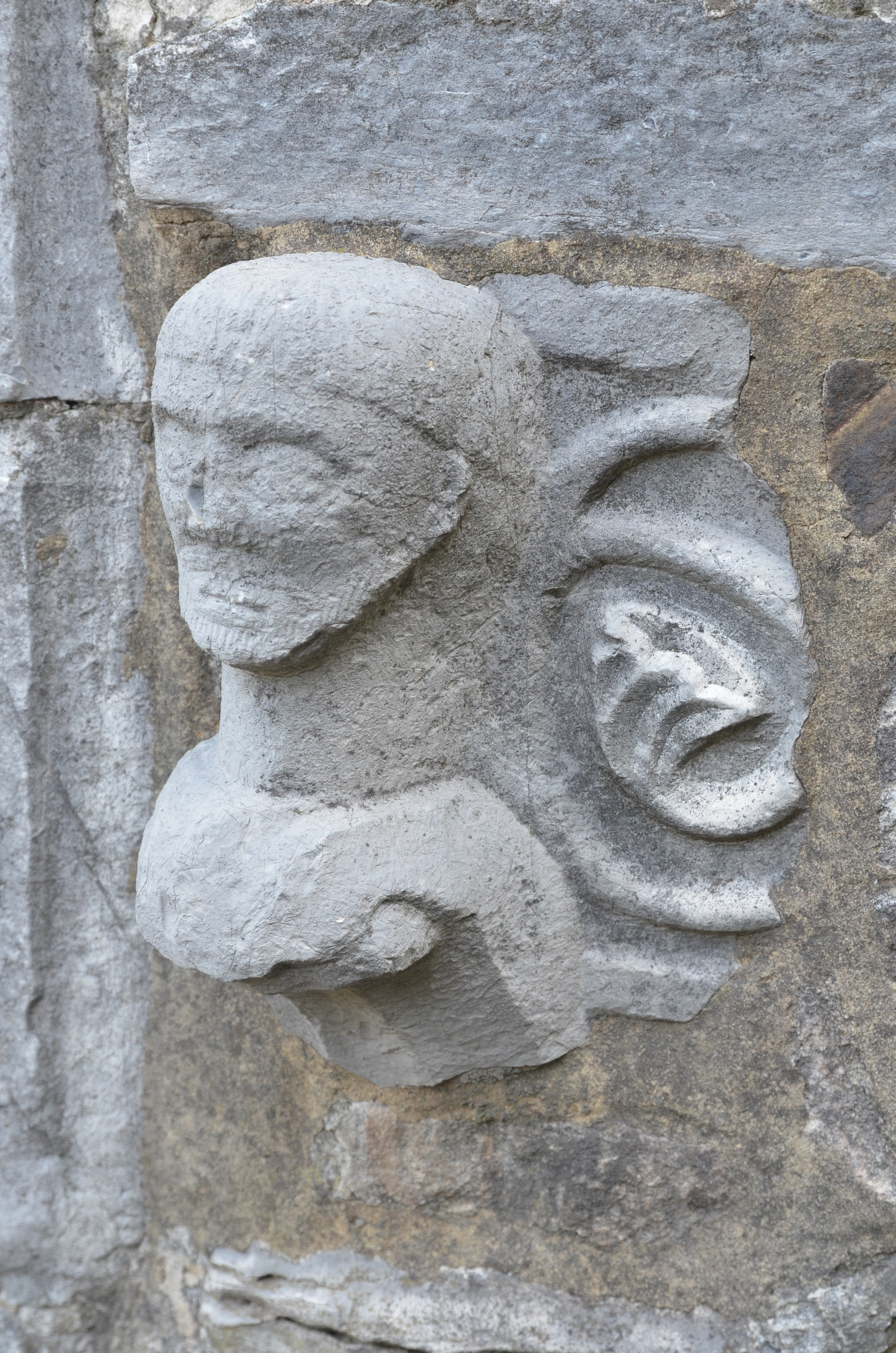
Fichée dans le mur extérieur du bas-côté sud, cette tête sculptée provient des fonts baptismaux du XIIIe siècle, aujourd'hui perdus.

Le bâtiment en moellons de grès ferrugineux et de calcaire carbonifère est construit sur un petit tertre, à l'emplacement d'une église romane dont subsiste une tour carrée en moellons de grès construite entre le XIe siècle et le XIIIe siècle. 
Le Prince-évêque de Liège Jean de Hornes la fit reconstruire de 1484 à 1505. L'église ayant souffert des guerres franco-espagnoles, le transept est reconstruit au début du XVIIIe siècle. En 1874, l'architecte Auguste Cador transforme certains éléments. Ces remaniements disparaissent lors d'une nouvelle restauration effectuée en 1923 par l'architecte A. Dufour de Tournai. Lors de cette restauration, une sacristie est construite contre le bas-côté nord et les colonnes de la nef, en gothique hennuyer, sont retaillées. Le toit et les charpentes, incendiés en 1935, sont restaurés la même année par Joseph André.